# Miguel Lucero Palma
Lorenzo Miguel Lucero Palma (Ciudad Juárez, Chihuahua, México, 30 de mayo de 1951) es un político mexicano, miembro del Partido Revolucionario Institucional que ha sido diputado federal en dos ocasiones.
Es licenciado en Psicología egresado de la University of Texas at El Paso (UTEP) y tiene una maestría en Psicología Social, es miembro del PRI desde 1973 y ha desarrollado su carrera política principalmente en cargos al interior del partido, en la estructura territorial y en diferentes campañas rumbo a cargos de elección popular. Ha sido diputado federal en dos ocasiones por el IV Distrito Electoral Federal de Chihuahua con sede en Ciudad Juárez a la LVI Legislatura de 1994 a 1997 y en la LIX Legislatura de 2003 a 2006, en las Elecciones de 2006 fue candidato a senador por Chihuahua en fórmula con Fernando Baeza Meléndez, no logró ser electo al cargo.
- Datos: Q6014630